# Franz Theato
Franz Theato (* 1. Juli 1886 in Frankenthal; † 15. Juni 1984 in Kaiserslautern) war ein deutscher Kommunalpolitiker.

## Leben
Theato besuchte nach Volksschule und Progymnasium das Königlich-Humanistische Gymnasium in Ludwigshafen. Ein Klassenkamerad Theatos war Ernst Bloch. Von 1905 bis 1910 studierte Theato in München, Berlin und Würzburg Rechts- und Staatswissenschaften. In München wurde er Mitglied der katholischen Studentenverbindung Aenania.
Theato diente von 1915 bis 1918 im Deutschen Heer, zuletzt als Unteroffizier. 
Nach dem Krieg trat er in den höheren Justiz- und Verwaltungsdienst ein. Bis 1927 war er im Landratsamt Kirchheimbolanden und im Anschluss bis 1929 im Landratsamt Ludwigshafen tätig. 
Anschließend leitete er die Bezirksamts-Außenstelle in Landstuhl. Von 1937 bis zum Ende des Zweiten Weltkrieges arbeitete er im Oberversicherungsamt Speyer. 
Theato war von 1945 bis 1948 erster Landrat des Landkreises Ludwigshafen nach dem Zweiten Weltkrieg; im Anschluss übte er bis 1949 dasselbe Amt im Landkreis Pirmasens aus. Von 1949 bis zum Ruhestand 1951 leitete er als Direktor das Oberversicherungsamt Speyer.
Theato war mit Hilde Hammer verheiratet und hatte drei Söhne und eine Tochter. Ein Sohn fiel im Zweiten Weltkrieg.